# ページ (紙)

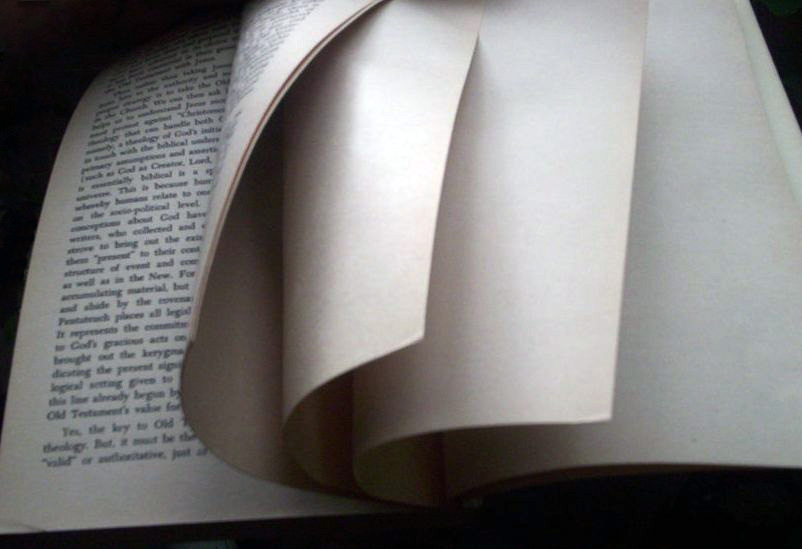
書籍におけるページ

ページ（英語: Page）とは本、雑誌、新聞などの紙媒体や電子媒体の構成単位である。情報量を伝達するための尺度（例:このトピックは全12ページ）としても利用されている。

## 語源
ページの語源はラテン語の pagina（書かれたページ、葉、シート）であり、ブドウ畑を広げるときに杭を打って区画することを示す動詞 pangere から派生した単語である。

## 概要
紙の書籍の場合、ページは表と裏で構成され、読者は表から裏への順に読み進めていく。左綴じの書籍では、読者は表のページを右から左へとめくって裏のページへと読み進める。一方、右綴じの書籍の場合は左から右へとページをめくることになる。現代の書籍には、各ページのヘッダもしくはフッタにページ番号や章番号が付されることが一般的である。
図書館学においては、書籍内に記載されているページ数はMARCにおいても定義されている。MARC 21ではサブフィールド$300aが、UNIMARCではサブフィールド$215aがページ数の記録用に用意されている。
ページの概念は電子媒体でも使用されている。たとえば「ウェブページ」という用語はインターネットブラウザにURLを入力することによって一度でダウンロードされるファイルを示す。ウェブページは印刷も可能であるが、紙と異なって1ページあたりのサイズが可変であり、ページの長さに比例して印刷の難易度が高まることが多い。